# Saler (programari)
Saler és el nom d'un sistema informàtic d'alertes de possible corrupció política desenvolupat per la Universitat Politècnica de València. La versió inicial s'anomenava Satan (Sistema de Alertas Tempranas Anticorrupción). Va ser aprovat l'octubre de 2018 per les Corts Valencianes mitjançant la Llei d'Inspecció General de Serveis i del Sistema d'Alertes per a la prevenció de males pràctiques a l'Administració de la Generalitat i el seu sector públic instrumental. Per a aquesta llei hi va col·laborar Transparència Internacional, la Fundació Baltasar Garzón i Hervé Falciani.
El sistema funciona creuant les bases de dades per a detectar irregularitats i possibles casos de corrupció.

## Desenvolupament
El projecte va ser iniciativa de la Conselleria de Transparència, Responsabilitat Social, Participació i Cooperació i es va donar la responsabilitat del seu desenvolupament a la Universitat Politècnica de València amb un pressupost d'uns 113.000 euros per a dos anys, a partir de 2016. La Generalitat Valenciana digué que preveia implantar aquesta solució informàtica abans que acabara la IX legislatura.
Quan eixí la llei que el regulava, la representació a les Corts Valencianes del partit Ciutadans criticà negativament que no es donara prou informació respecte el sistema.